# محجن (اسم)
محجن هو اسم علم مذكر من أصل عربي، ومعناه هو العصا المنعطفة الرأس، وكذلك كل معطوف الرأس من الفعل حجن عطف، وأبو محجن الثقفي (ت 30هـ) شاعر من عصر الراشدين.

## شخصيات تحمل الاسم
- محجن بن الأدرع

## وصلات خارجية
- موسوعة السلطان قابوس لأسماء العرب